# 船木亨
船木 亨（ふなき とおる、1952年 - ）は、日本の哲学者、専修大学教授。専攻はフランス現代哲学、18世紀哲学。

## 来歴
東京生まれ。筑波大学附属駒場高等学校卒、1976年東京大学文学部倫理学科卒業。83年同大学院博士課程単位取得退学。1999年「ランド・オブ・フィクション ベンタムにおける功利性と合理性」で東京大学文学博士。熊本大学文学部助教授、2003年専修大学文学部哲学科教授、のちに第3代哲学科長。放送大学客員教授。

## 著書
- 『ドゥルーズ』清水書院 Century books 人と思想 1994、新版2016
- 『ランド・オブ・フィクション ベンタムにおける功利性と合理性』木鐸社 1998（博士論文）
- 『メルロ=ポンティ入門』筑摩書房（ちくま新書） 2000
- 『<見ること>の哲学 鏡像と奥行』世界思想社 2001
- 『デジタルメディア時代の《方法序説》 機械と人間とのかかわりについて』ナカニシヤ出版 2005
- 『進化論の5つの謎 いかにして人間になるか』筑摩書房（ちくまプリマー新書） 2008
- 『現代哲学への挑戦』放送大学教育振興会 2011
- 『差異とは何か　＜分かること＞の哲学』世界思想社 2014
- 『現代思想史入門』ちくま新書 2016
- 『いかにして思考するべきか?――言葉と確率の思想史』勁草書房 2017
- 『現代思想講義　人間の終焉と近未来社会のゆくえ』ちくま新書 2018
- 『死の病いと生の哲学』ちくま新書 2020
- 『いかにして個となるべきか？　群衆・身体・倫理』勁草書房 2023
- 『倫理学原論　直感的善悪と学問の憂鬱なすれちがい』ちくま新書 2024

共著
- 『近代変革期の倫理思想』（小倉志祥編）以文社 1986
- 『ヘーゲル――社会思想と現代』（城塚登・濱井修編）東京大学出版会 1989
- 『イギリス道徳哲学の諸問題と展開』（日本倫理学会論集）慶應通信 1991
- 『現代の地域と政策』（清正寛・丸山定巳・中村直美編）九州大学出版会 1997
- 『倫理思想事典』（星野勉・三嶋輝夫・関根清三編）山川出版社 1997
- 『言葉が開く哲学の扉』（哲学フォーラム編）青木書店 1998
- 『スタイルの詩学――倫理学と美学の交叉』（山田忠彰・小田部胤久編）ナカニシヤ出版 2000
- 『翼ある言葉――哲学の扉2』（哲学フォーラム編）青木書店 2002
- 『表現の<リミット>』（藤野寛・齋藤純一編）ナカニシヤ出版 2005
- 『生命・情報・機械』（高橋隆雄編）九州大学出版会 2005
- 『現代倫理学事典』（大庭健ほか編）弘文堂 2006
- 『カウンセリング心理学事典』（國分康孝編）誠信書房 2008
- Merleau-Ponty and Buddhism, edited by Jin Y. Park and Gereon Kopf, Lexington Books. 2009
- 『医療の本質と変容――伝統医療と先端医療のはざまで』（高橋隆雄編）九州大学出版会 2011
- 『哲学中辞典』（尾関周二ほか編）知泉書院 2016
- 『死の病いと生の哲学』ちくま新書 2020

### 翻訳
- ナイジェル・ウォーバートン『入門哲学の名著』監訳 ナカニシヤ出版 2004
- P・L・M・ド・モーペルチュイ著「自然の体系」『生田哲学第12号』専修大学哲学会編 平成23年8月10日 全120頁 pp.39～67 2011

## 参考サイト
- ISBN 978-4-595-31248-9
- 専修大学